# 王象斗
王象斗（？年—1600年），字子極，號瞻吾，又號玄樞，山東新城縣（今桓台縣新城鎮）人。 明朝政治人物。

## 生平
十二月十一日生，治诗经。王象斗十歲即通詩律，工書法。萬曆十六年（1588年）戊子科山東鄉試第四十五名舉人，二十三年（1595年）登乙未科會試第六十九名，廷試二甲第四十六名進士，都察院觀政，二十四年十月授戶部四川司主事。二十五年奉命前往江西監兑，其父曾在江西任職，象斗笑道：“吾父舊遊也。成法具在，小子守而勿失可矣。”二十六年养病，二十八年卒。

## 家族
曾祖父王麟，教授、贈通議大夫戶部右侍郎。祖父王重光，太僕寺少卿，加贈通議大夫戶部右侍郎。父王之輔，户部四川司员外郎。母于氏。慈侍下。兄王象蒙，庚辰進士、江西道監察御史、光祿寺少卿；王象震，廩生。象斗为第三子，娶御史韓介女，有子王與廉。弟王象節，同科舉人、進士、翰林院检讨。
從兄王象乾，巡抚右佥都御史；王象坤，山西左布政使；王象泰，癸酉亞元；王象贲，太僕寺丞；王象晋，甲午舉人；王象艮，廪生。
從弟王象恒，同科進士；王象復，廪生；王象孚、象鼎、象丰、象益、象巽、象履。